# زیر پوست من
زیر پوست من (به انگلیسی: Under My Skin) دومین آلبوم استودیویی خواننده-ترانه‌نویس کانادایی آوریل لوین است. این آلبوم به صورت جهانی در ۲۵ مه ۲۰۴ عرضه شد و آخرین آلبوم لوین همراه با آریستا رکوردز بود. آلبوم توانست برای اولین بار در بیلبورد ۲۰۰ در رتبه اول جای بگیرد و مطابق با مجله بیلبورد، در فهرست برترین آلبوم‌های دهه ۲۰۰۰، رتبه ۱۴۹اُم را گرفت. آلبوم به صورت جهانی بیش از ۱۰ میلیون نسخه به فروش رساند.

## پیشینه
آوریل لوین بدون داشتن هیچ برنامه‌ای همراه با نویسنده‌های ماهر، بیشتر آلبوم را با همکاری چانتال کریویزوک، که با هم از تابستان سال ۲۰۰۳ دوست بودند، آغاز کرد. همسر کریویزوک، «رین میدا» که در گروه موسیقی اور لیدی پیس نیز شرکت داشت، در تهیه‌کنندگی این آلبوم نقش زیادی داشت. لوین همراه با میدا در طول سه هفته ترانه‌هایی را نوشتند. کریویزوک، لوین را دعوت به نوشتن ترانه‌هایش در مالیبو، کالیفرنیا نمود و آنها یکجا، بیشتر ترانه‌های آلبوم را در همان استودیو نوشتند. کریویزوک از همسرش خواست تا تهیه‌کنندگی چندین ترانه از آلبوم را به این خاطر که لوین در اینکار تجربه کافی ندارد بر عهده گیرد. میدا ۵ ترانه را که لوین نوشته بود، تهیه کرد. لوین در وبسایتش نوشت که بعد از آلبوم رها کردن، تاکنون بسیار چیزها فراگرفته است.
سرانجام دومین آلبوم استودویی لوین، «زیر جلد من»، در ۲۵ مه ۲۰۰۴ عرضه شد، در بسیاری از کشورها شامل استرالیا، مکزیک، کانادا، ژاپن، بریتانیا و ایالات متحده رتبه اول را گرفت. این آلبوم توانست بیش از ۱۰ میلیون نسخه به فروش برساند. لوین بعدها توری با نام زنده و غافلگیرکننده را ترتیب داد که شامل ۲۱ تور کوچک برای تبلیغ آلبوم در ایالات متحده و کانادا بود که با همراهی گیتاریست اون توبنفلد همراه بود. هر اجرا شامل یک اجرای کوچک صوتی از ترانه‌های این آلبوم بود. در پایان ۲۰۰۴، لوین وارد اولین تور جهانی خویش، تور بونِز شد که همراه با توقفی در هر قاره همراه بود و تا سال ۲۰۰۵ به طول انجامید.

## ترانه‌های برجسته
- «به من نگو»، اولین ترانه آلبوم در آرژانتین و مکزیک به رتبه اول راه یافت و در بریتانیا و کانادا در ۵ برتر در حالی که در استرالیا و برزیل در ۱۰ برتر راه یافت.
- «پایان خوش من» ترانه اصلی آلبوم، در مکزیک ترانه برتر و در بریتانیا و استرالیا توانست به ۵ برتر راه پیدا کند. در ایالات متحده، وارد ۱۰ برتر در بیلبورد ۱۰۰ برتر شد و ترانه برتر و شماره ۱ مین‌استریم ۴۰ برتر گردید که آن را به چهارمین ترانه برتر آن تبدیل کرد.
- «هیچ‌کس خانه نیست» که با همکاری بن مودی، عضو سابق گروه اونسنس نوشته شده بود، نتوانست در ۴۰ برتر ایالات متحده قرار بگیرد و فقط در مکزیک و آرژانتین رتبه اول را گرفت.
- «او نبود»، چهارمین ترانه آلبوم به ۴۰ برتر بریتانیا و استرالیا رسید و در ایالات متحده منتشر نشد.

لوین در سال ۲۰۰۴، دو جایزه موسیقی ورلد را برای «بهترین خواننده پاپ/راک دنیا» و «پرفروش‌ترین خواننده کانادایی دنیا» به دست آورد. او برای ۵ جایزه جونو در سال ۲۰۰۵ نامزد شد و ۳تای آنها را شامل «هنرمند سال» برنده شد. او جایزه «هنرمند مورد علاقه زن» را در هجدهمین فستیوال سالانه «نیکلودین کیدز چویز اواردز» به دست آورد و در هر نمایش تلویزیونی که در سراسر دنیا از طرف ام‌تی‌وی برگزار می‌شد، نامزد گردید.